# Трансдермальная терапевтическая система
Трансдермальная терапевтическая система (ТТС) — дозированная мягкая лекарственная форма для наружного применения в форме пластырей или плёнок, замедленно высвобождающая лекарственное средство. Трансдермальная форма удобна тем, что пластырь (или плёнка для трансбуккального применения) наклеивается на кожу, и лекарство через верхние слои кожи (дерма) быстро проникает в кровь (кровеносные сосуды).
Преимущества ТТС: удобство применения, лекарство быстро попадает в кровь, возможность регулировать скорость высвобождения лекарства, возможность использовать гидрофильные и липофильные вещества.
Это сравнительно новая лекарственная форма, из самых известных примеров — ТТС с нитроглицерином (Тринитролонг) и ТТС с женскими гормонами (Евра).